# Пайк-Бей (тауншип, Миннесота)
Пайк-Бей (англ. Pike Bay) — тауншип в округе Касс, Миннесота, США. На 2000 год его население составило 1643 человека.

## География
По данным Бюро переписи населения США площадь тауншипа составляет 90,0 км², из которых 57,8 км² занимает суша, а 32,2 км² — вода (35,77 %).

## Демография
По данным переписи населения 2000 года здесь находились 1643 человека, 528 домохозяйств и 400 семей.  Плотность населения —  28,4 чел./км².  На территории тауншипа расположено 724 постройки со средней плотностью 12,5 построек на один квадратный километр. Расовый состав населения: 28,18 % белых, 68,84 % коренных американцев, 0,18  азиатов, 0,43 % — других рас США и 2,37 % приходится на две или более других рас. Испанцы или латиноамериканцы любой расы составляли 2,62 % от популяции тауншипа.
Из 528 домохозяйств в 41,9 % воспитывались дети до 18 лет, в 37,3 % проживали супружеские пары, в 27,8 % проживали незамужние женщины и в 24,1 % домохозяйств проживали несемейные люди. 19,3 % домохозяйств состояли из одного человека, при том 6,4 % из — одиноких пожилых людей старше 65 лет. Средний размер домохозяйства — 3,11, а семьи — 3,43 человека.
36,8 % населения — младше 18 лет, 10,4 % — в возрасте от 18 до 24 лет, 24,7 % — от 25 до 44, 21,0 % — от 45 до 64, и 7,1 % — старше 65 лет. Средний возраст — 28 лет. На каждые 100 женщин приходилось 92,4 мужчин.  На каждые 100 женщин старше 18 приходилось 91,0 мужчин.
Средний годовой доход домохозяйства составлял 28 792 доллара, а средний годовой доход семьи —  27 727 долларов. Средний доход мужчин —  26 300  долларов, в то время как у женщин — 21 400. Доход на душу населения составил 10 589 долларов. За чертой бедности находились 22,6 % семей и 24,1 % всего населения тауншипа, из которых 30,1 % младше 18 и 18,3 % старше 65 лет.